# Microsoft Power Automate
Microsoft Power Automate (bis November 2019 Microsoft Flow) ist eine cloudbasierte Software zur Automatisierung von wiederkehrenden Aufgaben. Gemeinsam mit Power Apps und Power BI gehört Power Automate zur Produktfamilie der Microsoft Power Platform. Durch verschiedene Datenkonnektoren, welche auch Produkte außerhalb des Microsoft-Ökosystems unterstützen, können Prozessautomatisierungen systemübergreifend erstellt werden.
Automatisierte Workflows heißen in Power Automate Flows und können mit Drag & Drop erstellt und konfiguriert werden.  

## Geschichte
Microsoft Flow wurde Ende Oktober 2016 offiziell ausgeliefert.
Früher wurden automatisierte Workflows im SharePoint-Umfeld mittels SharePoint Designer Workflow oder mit Produkten von Drittanbietern erstellt. Power Automate stellt für viele Anwendungsfällen den Nachfolger von SharePoint Designer dar; in Zukunft soll Power Automate den SharePoint Designer vollumfänglich als Standardwerkzeug ablösen.
Am 4. November 2019 kündigte Microsoft die Umbenennung von Microsoft Flow zu Microsoft Power Automate an. Gleichzeitig wurde die Erweiterung des Funktionsumfangs um Robotic-Process-Automation-Fähigkeiten angekündigt.

## Anwendungsfälle
Microsoft Power Automate ist wie viele Produkte der Microsoft Power Platform primär für Endnutzer konzipiert und verfolgt das Ziel, das Konzept des sogenannten Citizen Developer umzusetzen. Dabei bietet es zwei Hauptformen der Automatisierung:
- Individuelle Arbeitsprozesse: Endnutzer können ihre persönlichen Arbeitsabläufe automatisieren, indem sie bestimmte Aktionen und Ereignisse verknüpfen.
- Geschäftsprozesse: IT-Spezialisten haben die Möglichkeit, komplexe Abläufe über verschiedene Anwendungen oder Datensilos hinweg zu automatisieren, wodurch eine effiziente Geschäftsprozessautomatisierung ermöglicht wird (siehe auch Geschäftsprozessmanagement).

Die Bandbreite der Anwendungsfälle für Microsoft Power Automate ist vielfältig.
Es gibt insgesamt drei Arten von Auslösern:
- Automatisierter Cloudflow: Wird durch ein festgelegtes Ereignis ausgelöst.
- Sofortiger Cloud-Flow: Wird bei Bedarf manuell ausgelöst.
- Geplanter Cloud-Flow: Wird nach einem vordefinierten Zeitplan ausgelöst.

Seit Ende 2023 bietet Power Automate mit einer Vorschaufunktion die Möglichkeit, gewünschte Automatisierungen in Textform zu beschreiben und dann durch künstliche Intelligenz erstellen zu lassen.

## Desktop-Flows
Am 22. September 2020 wurde Microsoft Power Automate for Desktop lanciert, womit Arbeitsabläufe am Desktop-Computer an Softwareroboter übergeben werden können. Im März 2021 kommunizierte Microsoft, dass die Desktop-Version in beschränktem Umfang für alle Windows 10-User kostenlos zur Verfügung steht.

## Lizenzierung
Das Lizenzmodell von Power Automate wurde als kompliziert und teilweise verwirrend beschrieben. Neben eingeschränkten kostenlosen Versionen bietet Microsoft je nach Anwendungsfall verschiedene Lizenzen an. Power Automate ist in vielen Business-Microsoft-Produkten zumindest in einer eingeschränkten Version inklusive, wie etwa bei vielen Microsoft 365-Business-Abonnements oder Dynamics 365-Lizenzen.
Seit dem 19. Juli 2022 bietet Microsoft Pay-As-You-Go als Bezahlmethode für Power Automate an.